# Sto impazzendo
Sto impazzendo è un singolo del gruppo musicale italiano Management, pubblicato il 24 aprile 2020 da Full Heads e Audioglobe.

## Descrizione
Sto impazzendo è il secondo singolo tratto da Sumo (2019), quinto album in studio del Management. Scritto da Luca Romagnoli e composto da Marco Di Nardo, presente anche in veste di produttore dell'intero disco, il brano è stato registrato presso l'Auditorium Novecento di Napoli in collaborazione con Fabrizio Piccolo, e missato da Andrea Suriani, curatore anche del mastering.
Il singolo è stato annunciato durante la pandemia di COVID-19 che ha colpito la popolazione mondiale nei primi mesi del 2020. Il testo del brano si caratterizza per un «urlo globale» che, secondo Romagnoli, risultava essere rappresentativo dello stato d'animo generatosi dalle limitazioni sociali imposte per contrastare l'epidemia.  Il singolo è stato pubblicato in una versione riarrangiata da Marco Di Nardo, descritta come «più intima e notturna».
È stato presentato in anteprima il 22 aprile 2020 su Rai Radio 1 da John Vignola.

## Tracce
Download digitale
1. Sto impazzendo (Nite Version) – 2:41